# 虎骨酒

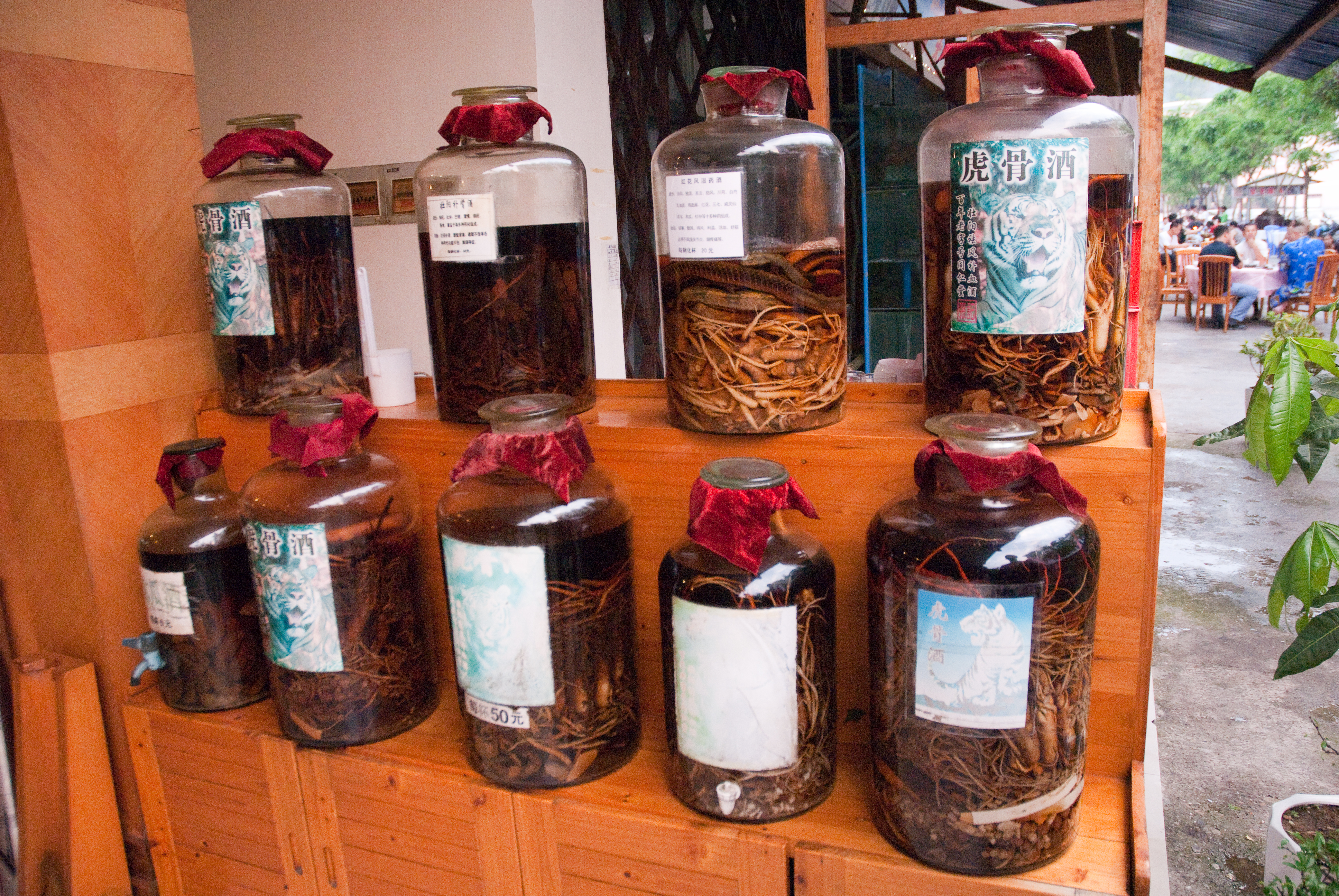
缅甸蒙拉、掸邦的非法濒危野生动物贸易虎骨及其部分提取物。

虎骨酒是以老虎骨骼為主要材料再加上其他中藥材與白酒泡製而成的藥酒。在中國有上千年的歷史，傳統医学認為其有一定醫療價值，不過，至今仍然沒有科學證據證明虎骨或者虎骨酒具有醫療價值。
1993年，中國簽署國際法《生物多樣性公約》後，頒布了《關於禁止犀牛角與虎骨貿易的通知》，取消了犀牛角和虎骨药用标准，禁止虎骨相關產品的制造。

## 知名品牌
虎骨酒產品以藥厂同仁堂製作的最為知名，雖然從1993年中國禁止虎骨用于制药后，同仁堂就停止製作虎骨酒了，不過現在仍然可以在各大拍賣場看到同仁堂虎骨酒的產品出現。民間交流也多以同仁堂產品為主。

## 藥效爭議
虎骨酒至今沒有科學證據可以證明藥效，不過在各大中医經典中曾出現過對其藥效的描述：
- 李時珍所撰《本草綱目》的獸部目錄第五十一卷曾提到：虎骨主治『邪惡氣，殺鬼疰毒，止驚悸，治惡瘡鼠瘻。頭骨尤良…』。而與虎骨相關的產品中，也提到：『李絳《兵部手集》有虎骨酒，治臂脛痛。崔元亮《海上方》治腰腳不隨，並有虎脛骨酒方…』。藥方則紀載：『臂脛疼痛：虎骨酒治之，不計深淺皆效。用虎脛骨二大兩，搗碎炙黃，羚羊角屑一大兩，新芍藥二大兩，切。三物以無灰酒浸之…。腰腳不隨：攣急冷痛。取虎脛骨五六寸，刮去肉膜，塗酥炙黃，搗細，絹袋盛之，以瓶盛酒一斗浸之，糠火微溫，七日後，任情飲之，當微利便效也。』
- 《备急千金要方》中也記載具有壯筋骨、強腰腎、去風寒的功能。

## 法律爭議
虎骨酒於1993年起被禁止生產，不過1993年以前所生產的虎骨酒是否具有合法性在國際間仍具有爭議，一派人認為只要能證明是在禁止生產前的虎骨酒為收藏品，不應違法。另一派人認為老虎相關製品的需求直接刺激了老虎器官與製品的非法貿易，應該禁止。
目前公開交易虎骨酒的渠道只有拍賣場，並且以中國拍賣為主，不過是否違法也沒有定論，例如：在“北京歌德2011年秋季藝術品拍賣會”上，約400瓶“虎骨酒”拍品在即將開拍之時被宣布“撤拍”。但是大多數的拍賣都正常進行，並沒有受到其影響。